# Valor Q (ciencia nuclear)
En física y química nuclear, el valor Q de una reacción es la cantidad de energía absorbida o liberada durante la reacción nuclear. El valor se relaciona con la entalpía de una reacción química o la energía de los productos de desintegración radiactiva. Puede determinarse a partir de las masas de reactivos y productos. Los valores de Q afectan las velocidades de reacción. En general, cuanto mayor sea el valor Q positivo para la reacción, más rápido avanza la reacción y es más probable que la reacción "favorezca" los productos.
{\displaystyle Q=(m_{r}-m_{p})\cdot 931\;{\text{MeV}}}
donde las masas están en unidades de masa atómica. También ambos {\displaystyle m_{r}} y {\displaystyle m_{p}} son las sumas de las masas de reactivo y producto, respectivamente.

## Definición
La conservación de la energía, entre la energía inicial y final de un proceso nuclear ({\displaystyle E_{\text{i}}=E_{\text{f}}}), permite la definición general de Q basada en la equivalencia masa-energía. Para cualquier desintegración de partículas radiactivas, la diferencia de energía cinética vendrá dada por:
{\displaystyle Q=K_{\text{f}}-K_{\text{i}}=(m_{\text{i}}-m_{\text{f}})c^{2}}
donde K denota la energía cinética de la masa m. Una reacción con un valor Q positivo es exotérmica, es decir, tiene una liberación neta de energía, ya que la energía cinética del estado final es mayor que la energía cinética del estado inicial. Una reacción con un valor Q negativo es endotérmica, es decir, requiere un aporte de energía neta, ya que la energía cinética del estado final es menor que la energía cinética del estado inicial. Observe que una reacción química es exotérmica cuando tiene una entalpía de reacción negativa, en contraste con un valor Q positivo en una reacción nuclear.
El valor Q también se puede expresar en términos de las energías de enlace de las especies nucleares como:
{\displaystyle Q=B_{f}-B_{i}}
Prueba: tenga en cuenta que el recuento de nucleones se conserva en una reacción nuclear. Por tanto, protones reactivos totales = protones totales del producto y neutrones reactivos totales = neutrones totales del producto. Por tanto, la suma de la energía de enlace y la energía de la masa en reposo de los núcleos del reactivo y de los productos es la misma. En otras palabras, {\displaystyle B_{i}+m_{i}c^{2}=B_{f}+m_{f}c^{2}}. Usando la primera relación ({\displaystyle Q=(m_{\text{i}}-m_{\text{f}})c^{2}}), esta prueba está completa.

## Aplicaciones
Los valores químicos Q son medidas en calorimetría. Las reacciones químicas exotérmicas tienden a ser más espontáneas y pueden emitir luz o calor, lo que produce una retroalimentación descontrolada (es decir, explosiones).
Los valores Q también se incluyen en la física de partículas. Por ejemplo, la regla de Sargent establece que las tasas de reacción débiles son proporcionales a Q5. El valor Q es la energía cinética liberada en la desintegración en reposo. Para la desintegración de neutrones, parte de la masa desaparece cuando los neutrones se convierten en protones, electrones y antineutrinos:
{\displaystyle Q=(m_{\text{n}}-m_{\text{p}}-m_{\mathrm {\overline {\nu }} }-m_{\text{e}})c^{2}=K_{\text{p}}+K_{\text{e}}+K_{\overline {\nu }}=0.782~{\text{MeV}}~,}
donde mn es la masa del neutrón, mp es la masa del protón, m ν es la masa del electrón antineutrino y me es la masa del electrón; y las K son las energías cinéticas correspondientes. El neutrón no tiene energía cinética inicial, ya que está en reposo. En la desintegración beta, un Q típico es de alrededor de 1 MeV.
La energía de desintegración se divide entre los productos en una distribución continua para más de 2 productos. La medición de este espectro permite encontrar la masa de un producto. Los experimentos están estudiando espectros de emisión para buscar desintegración sin neutrinos y masa de neutrinos; este es el principio del experimento KATRIN en curso.